# Красновский, Николай Владимирович
Никола́й Влади́мирович Красно́вский (1921-1944) — Гвардии старший лейтенант Рабоче-крестьянской Красной Армии, участник Великой Отечественной войны, Герой Советского Союза (1944).

## Биография
Николай Красновский родился 22 сентября 1921 года в Москве. После окончания девяти классов школы и аэроклуба работал слесарем на заводе «Динамо». В 1940 году Красновский был призван на службу в Рабоче-крестьянскую Красную Армию. В 1941 году он окончил Энгельсскую военную авиационную школу пилотов. С октября того же года — на фронтах Великой Отечественной войны. В январе 1942 года был сбит, но сумел дотянуть до своего аэродрома.
К маю 1944 года гвардии старший лейтенант Николай Красновский командовал эскадрильей 91-го гвардейского штурмового авиаполка 4-й гвардейской штурмовой авиадивизии 5-го штурмового авиационного корпуса 2-й воздушной армии 1-го Украинского фронта. К тому времени он совершил 106 боевых вылетов на штурмовку скоплений боевой техники и живой силы противника, его важных объектов, нанеся ему большие потери. 16 августа 1944 года Красновский погиб во время выполнения боевого задания.

## Награды
Указом Президиума Верховного Совета СССР от 26 октября 1944 года за «образцовое выполнение заданий командования и проявленные при этом мужество и героизм» гвардии старший лейтенант Николай Красновский посмертно был удостоен высокого звания Героя Советского Союза. Был также награждён двумя орденами Красного Знамени, орденами Отечественной войны 1-й и 2-й степеней, рядом медалей.